# 陇蜀鳞毛蕨
陇蜀鳞毛蕨（学名：Dryopteris thibetica），为鳞毛蕨科鳞毛蕨属下的一个植物种。